# Сигтуна
Сигтуна је град који се налази у општини Сигтуна, округ Стокхолм, у Шведској, са 8.444 становника 2010. Име је општине иако је седиште у Мершти. Сигтуна се из историјских разлога често још увек назива stad.
Данашња Сигтуна, лучки град који је основан око 980. године, развио се отприлике 4 километра источно од Старе Сигтуне (која је, према нордијској митологији, раније била дом Одина).
Сигтуна има центар града у средњовековном стилу са ресторанима, кафићима и малим продавницама. Рушевине старе цркве, рунско камење и стара главна улица (Stora gatan) су популарне атракције за туристе, посебно у летњем периоду. Мале уличице са ниским дрвеним кућама воде до неколико продавница рукотворина и старе мале градске куће (Sigtuna Rådhus). Ту су и ресторани и Sigtuna Stadshotell, хотел у центру града.

## Географија
Сигтуна се налази у заливу Скарвен, који се протеже око насеља Упландс-Бро и дела језера Меларен.

## Етимологија
Име Сигтуна је проистекло из онога што се данас зове Signhildsberg. Значење Сигтуне је спорно. Према једној теорији, то је сложено име где је други елемент - туна, а први било која од две блиско повезане дијалекатске речи, тј. сиг што значи "вода која цури" или "мочвара" или сик што значи "мочвара". Као основа за овакво тумачење помиње се поток јужно од Сигнхилдсберга или чињеница да је тло било окружено мочварним тереном.
Друга теорија сматра да је то име древна престижна „лутајућа реч“, која значи „јака тврђава“, попут келтског топонима Segodunum, из протогерманског сигатуна, староскандинавског Sigtún, протогермански *segaz ~ *sigiz - "победа": готски sigis, староскандинавски sigr, староенглески sigor.

## Историја
Сигтуна је основана на тадашњој обали језера Меларен пре нешто више од 1.000 година. Разни извори тврде да је краљ Ерик Победнички оснивач, док други тврде да је краљ Олаф Шетконунг.
Постојала је као краљевски и трговачки центар око 250 година и била је један од најважнијих градова Шведске. Током кратког периода, крајем 10. и почетком 11. века, овде су ковани први шведски новчићи. Црква Свете Марије, подигнута у 13. веку од стране доминиканског реда као манастирска црква, и даље је углавном нетакнута. Доминикански манастир је играо важну улогу у шведском средњем веку и дао је многе значајне црквене званичнике, међу њима и многе шведске надбискупе. Многе рушевине цркава и манастира још увек постоје, укључујући цркву Светог Перса из 1100-их, цркву Светог Олафа која потиче из средине 11. века и цркву Светог Ларса која датира из средине 13. века.
1187. године Сигтуну су напали и опљачкали пљачкаши из Балтичког мора и Новгорода, вероватно Карели, Курши и/или естонски пљачкаши (Осилијанци). Археолошка ископавања нису потврдила традицију разарања града. Нормалан живот у Сигтуни се наставио све док град није почео полако да губи на значају током 13. века због проблема са пловношћу изазваних повратком леда након глацијала.
Садашњи грб се може пратити до првог познатог печата града, који датира из 1311. године. Према легенди (вероватно инспирисаној градским грбом), Сигтуна је некада била краљевско седиште, али то се не може потврдити. Круна може да симболизује и велику краљевску ковницу новца која се налазила у граду. Од 1971. године грб важи за много већу општину Сигтуна.
Крајем 19. века у Сигтуни је живело само око 600 људи и била је најмањи град у Шведској. Град је остао безначајан све до друге половине 20. века. Већи део раста становништва може се повезати са аеродромом Арланда у Стокхолму, који се налази око 10 км од Сигтуне.

## Галерија
- Стара већница зими
- Црква Свете Марије
- Рушевине цркве Светог Олафа
- Рушевине цркве Светог Перса
- Рушевине цркве Светог Ларса
- Хотел у Сигтуни
- Музеј у Сигтуни